# Trilacuna
Trilacuna is een geslacht van spinnen uit de  familie van de Oonopidae (dwergcelspinnen).

## Soorten
- Trilacuna aenobarba (Brignoli, 1978)
- Trilacuna alces Eichenberger, 2011
- Trilacuna angularis Tong & Li, 2007
- Trilacuna aoxian Tong & Li, 2024
- Trilacuna bangla Grismado & Ramírez, 2014
- Trilacuna bawan Tong, Zhang & Li, 2019
- Trilacuna besucheti Grismado & Piacentini, 2014
- Trilacuna bilingua Eichenberger, 2011
- Trilacuna cangshan Tong, Yang & Zhang, 2023
- Trilacuna changzi Tong & Li, 2020
- Trilacuna clarissa Eichenberger, 2011
- Trilacuna corollifora Liu, Xie & Peng, 2023
- Trilacuna cuneata Tong, 2019
- Trilacuna datang Tong, Zhang & Li, 2019
- Trilacuna diabolica Kranz-Baltensperger, 2011
- Trilacuna difeng Tong & Li, 2021
- Trilacuna fugong Tong, Zhang & Li, 2019
- Trilacuna gongshan Tong, Zhang & Li, 2019
- Trilacuna guangwu Ma & Tong, 2024
- Trilacuna hamata Tong & Li, 2013
- Trilacuna hansanensis Seo, 2017
- Trilacuna hazara Grismado & Ramírez, 2014
- Trilacuna hponkanrazi Tong & Li, 2020
- Trilacuna jinyun Tong, Zhang & Li, 2021
- Trilacuna jiuchi Tong, Zhang & Li, 2021
- Trilacuna kropfi Eichenberger, 2011
- Trilacuna loebli Grismado & Piacentini, 2014
- Trilacuna longling Tong, Zhang & Li, 2019
- Trilacuna longtankou Tong & Li, 2020
- Trilacuna mahanadi Grismado & Piacentini, 2014
- Trilacuna mainling Tong & Li, 2025
- Trilacuna meghalaya Grismado & Piacentini, 2014
- Trilacuna merapi Kranz-Baltensperger & Eichenberger, 2011
- Trilacuna metok Tong & Li, 2025
- Trilacuna qarzi Malek Hosseini & Grismado, 2015
- Trilacuna qingliangfeng Ma & Tong, 2024
- Trilacuna rastrum Tong & Li, 2007
- Trilacuna simianshan Tong & Li, 2018
- Trilacuna sinuosa Tong & Li, 2013
- Trilacuna songyuae Tong & Li, 2018
- Trilacuna taoyuanyu Ma & Tong, 2024
- Trilacuna triseta Tong & Li, 2020
- Trilacuna wenfeng Tong & Li, 2021
- Trilacuna werni Eichenberger, 2011
- Trilacuna wuhe Tong, Zhang & Li, 2019
- Trilacuna wumanshan Tong, Yang & Zhang, 2023
- Trilacuna xiaoheishan Tong, Yang & Zhang, 2023
- Trilacuna xinping Tong, Zhang & Li, 2019
- Trilacuna yunmeng Ma & Tong, 2024
- Trilacuna zayu Tong & Li, 2025
- Trilacuna zhigangi Tong & Li, 2020